# あるなする
あるなする（英：ALNASL）は、太平洋沿海フェリーが運航していたフェリー。船名は、いて座にある変光星のいて座ガンマ2星の固有名「アルナスル」に因む。

## 概要
日本海重工業富山造船所で建造され、1973年4月に名古屋 - 大分航路に就航した。その後減便に伴い1975年10月に日本カーフェリーに売却されえびのとなり、11月に神戸航路に就航した。
1990年、シーコムによる日本カーフェリーの買収でシーコムフェリー（1992年にマリンエキスプレス）に継承された。1996年12月、みやざきエキスプレスの就航により、高千穂丸が神戸航路へ転配され、本船は引退した。
その後、海外売船され、フィリピンのネグロスナビゲーションでSan Lorenzo Ruizとして就航していた。

### 航路
太平洋沿海フェリー
- 名古屋港 - 南紀勝浦港(1975年4月より上り便のみ寄港) - 大分港

本船の売却後はあるごうのみで運航された。
日本カーフェリー
- 神戸港（東神戸フェリーセンター） - 日向細島港

阪神・淡路大震災により東神戸フェリーセンターが使用不能となった際は、大阪南港フェリーターミナルを利用した。

## 設計
車両甲板幅を大きく取るため建造ドック幅に合わせたバルバスバウ付き傾斜船型を採用し、船首部にはバウバイザーと船尾右舷側にランプウェイを装備。船内はA-Cデッキと上甲板の一部を客室、上甲板と主甲板を車両甲板とし乗用車向けの主甲板については貨物車両の海上輸送推進を考慮しトラックの搭載を可能とした。

## 船内
船内は「明るさ」「若さ」「清潔さ」を基調に「ロマンチシズム」を加味し親しみやすくかつ気品と格調のあるものとし、若年層を主な対象としつつ中高年層にも好感を与えるように配慮された。
Aデッキ（遊歩甲板）
- ロビー - 前壁に国府宮はだか祭のレリーフを設け周囲を鏡張りとした。
- シーラウンジ
- 日光浴場
- ゴルフバッティングコーナー
- デッキチェア
- ビアガーデン

Bデッキ
- 貴賓室
- 特等室（和室・洋室）
- 1等室（和室・洋室）
- メインロビー - 前壁に長良川鵜飼のレリーフ、後壁に電光式の航路表示板を設けた。
- 展示室 - 自動車等の大型製品を展示可能とした。
- 浴場 -
- 売店
- 案内所
- スナックバー - 木目を基調とした重厚な内装とし夜はバー、朝は軽食のサービスを行った。
- レストラン - 白と赤を基調に明るく清潔で機能的なものとした。
- グリル「あるなする」 - サクラ材の家具や造作等で高級かつ気品ある落ち着いたものとした。
- ゲームコーナー

Cデッキ
- ロビー - 伊勢の田植祭りのレリーフを前壁に設けた。
- 2等室
- 特2等室

上甲板
- 2等室
- ドライバー室
- ロビー
- 浴場